# روسيكون
روسيكون (بالألمانية: Russikon) هي إحدى بلديات مقاطعة فافيكون في كانتون زيورخ بسويسرا. تُقدر مساحتها ب14.37 كيلومتر مربع، ويقدر عدد سكانها بـ 4367 نسمة (حسب تعداد ديسمبر 2017).